# 평택문화원
평택문화원(平澤文化院, Pyeongtaek Cultural Center)는 지역문화의 창달, 보존, 계승을 위해 설립된 비영리 특별법인이다. 사무실은 경기도 평택시 중앙로 277 남부문예회관 3층에 있다. 주요사업으로는 지역사 연구, 문화유산활용, 전통문화계승발전, 지역관광, 웃다리문화촌 운영 등이 있다.

## 설립근거
- 대한민국 법률 - 지방문화원 진흥법[1]

- 경기도평택시 조례 - 평택문화원 지원 및 육성에 관한 조례[2]

## 연혁
- 1953년 - 평택문화원 설립(설립자 장순영, 사설문화원)
- 1971년 2월 20일 - 평택문화원 창립총회
- 1972년 12월 11일 - 문화공보부 인가
- 1986년 10월 16일 - 사무국 이전(합정동 294)
- 1987년 8월 29일 - 문화공보부 승인(변경)
- 1989년 10월 11일 - 평택시 문화원으로 명칭 변경
- 1993년 10월 27일 - 사무국 이전(비전동 847 남부문예회관 내)
- 1994년 8월 24일 - 지방문화원 설립인가 : 문화체육부장관 제137호
- 1995년 7월 27일 - 송탄문화원, 평택군문화원, 평택시문화원 통합
- 1998년 3월 6일 한국문화학교 지정
- 2006년 8월 1일 문화예술 체험학습장 웃다리문화촌 오픈
- 2007년 10월 27일 2007 실버문화학교 프로그램 전국대상(문화부장관상 수상)
- 2007년 12월 31일 생활친화적 문화공간 조성, 운영평가 표창(문화부장관상 수상)
- 2009년 10월 16일 대한민국문화훈장 수상(평택문화원장)
- 2011년 7월 11일 굿네이버스 '좋은이웃상'수상(평택문화원장)
- 2013년 9월 28일 제19회 경기도민속예술제 대상 수상(경기도지사상)
- 2014년 10월 5일 제55회 한국민속예술축제 은상 수상(강원도지사상)
- 2014년 10월 17일 제10회 경기도청소년민속예술제 대상 수상(경기도지사상)
- 2014년 12월 19일 2014년 경기도 우수문화원상 수상
- 2014년 12월 31일 문화체육관광부장관 지역문화 진흥표창(평택문화원장)
- 2015년 10월 9일 제22회 전국청소년민속예술제 최우수상 수상(문화체육장관상)

## 주요사업

### 지역사연구
- 평택시사편찬
- 평택 읍면지 편찬
- 평택인물지 편찬
- 지역사 관련 학술대회 진행

### 문화유산활용
- 진위향교나들이 진행
- 진위향교풍류놀이 진행

### 전통문화계승발전
- 소사벌단오제 진행
- 경기도민속예술제 참가
- 경기도청소년민소예술제 참가

### 지역관광
- 평택시티투어 진행

### 웃다리문화촌 운영
- 각종 체험학습
- 주말농장운영
- 추수축제 진행

### 기타 지역문화 활성화 사업
- 평택학시민강좌
- 각종 지역문화 활성화 사업

## 언론보도
- 평택문화원, 최실비 학예연구사 ‘경기도지사상’ 수상
- 평택학 시민강좌-우리음악과 평택’ 개강
- 평택문화원, '나눔은행'에 후원
- 평택시, 평택문화원과 ‘경기천년음악의 맥을 잇는 지영희’학술대회 개최
- 평택시 '웃다리문화촌', 2018 지역문화대표브랜드 '우수상 수상'
- 평택문화원, 진위향교에서 국악콘서트 한마당잔치